# Mothusi Magano
Pour les articles homonymes, voir Magano.
Mothusi Magano, né le 26 mars 1979 dans un petit village de Phokeng, à la périphérie de Rustenburgn en Afrique du Sud, est un acteur sud-africain.
Il est surtout connu pour ses rôles dans des films comme Mon nom est Tsotsi et des séries populaires comme Scandal! et Intersexions.

## Biographie
À l'âge de cinq ans, sa famille déménage à Mafikeng.
En 2019, il est nommé pour un prix SAFTA pour son rôle de « Phaks » dans la série Emonyeni : Nsanguluko. La même année, il rejoint le casting du feuilleton Skeem Saam.

## Filmographie
| Année | Film                                       | Rôle                    | Genre                | Réf. |
| ----- | ------------------------------------------ | ----------------------- | -------------------- | ---- |
| 2004  | Gums & Noses                               | Calvin Kleynhans        | film                 |      |
| 2004  | Hôtel Rwanda                               | Benedict                | film                 |      |
| 2005  | Mon nom est Tsotsi                         | Boston                  | film                 |      |
| 2009  | The Lab                                    | Mingus                  | série télévisée      |      |
| 2010  | Wild at Heart                              | Baruti                  | série télévisée      |      |
| 2010  | Intersexions                               | Kabelo                  | série télévisée      |      |
| 2011  | The Runaway                                | Titfer Man              | mini-série télévisée |      |
| 2012  | Die Buurtwag                               | Ayanda Ntombela         | court métrage        |      |
| 2013  | Of Good Report                             | Parker Sithole          | film                 |      |
| 2013  | Scandal!                                   | Phehello Mokheti        | série télévisée      |      |
| 2017  | Where Has the Time Gone?                   |                         | film                 |      |
| 2017  | Stillborn                                  | Melumzi JX2             | court métrage        |      |
| 2017  | The Number                                 | Magadien Wentzel        | film                 |      |
| 2018  | Emoyeni                                    | Phakamile 'Phaks'       | mini-série télévisée |      |
| 2019  | Griekwastad                                | Felix Dlangamandla      | film                 |      |
| 2021  | Je suis toutes les filles (I Am All Girls) | Captain George Mululeki | film                 |      |
| 2022  | Wild is the Wind                           | Vusi Matsoso            | film                 |      |

## Récompenses et distinctions
- (en) Mothusi Magano: Awards, sur l'Internet Movie Database